# Шурабсайська гребля
Шурабсайська гребля — гідротехнічна споруда в Узбекистані.
Греблю спорудили в 1977 році на півночі Шахрисабзької оази на річці Шурабсай (Шурапсай), що стікає з південного схилу Зеравшанського хребта та є правою притокою Кашкадар'ї. Окрім стоку самого Шурабсаю, утворена греблею водойма може поповнюватися скиданням ресурсу з каналу, що бере початок з Кашкадар'ї та проходить над Шурабсаєм дещо вище від греблі.
Шурабсайська гребля виконана як земляна споруда неправильної форми висотою 12 метрів та довжиною 1140 метрів, яка потребувала 292 тис. м3 матеріалу. Вона утримує сховище з площею поверхні 0,88 км2 та об'ємом 2 млн м3, з яких 1,8 млн м3 належать до корисного.
Основним призначенням греблі є іригація, крім того, споруда виконує селезахисну функцію.